# Adrien Garel
Adrien Garel (Bagneux, 27 gennaio 1996) è un ciclista su strada e pistard francese, professionista dal 2018 al 2020, attivo dal 2023 con il Team Bricquebec Cotentin.

## Palmarès

### Strada
- 2014 (Juniores)

Classifica generale Boucles de Seine-et-Marne
- 2015 (CC Nogent-sur-Oise, una vittoria)

4ª tappa Tour de la Manche (Pontorson > Granville)
- 2016 (CC Nogent-sur-Oise, una vittoria)

4ª tappa Tour de Côte-d'Or (Montbard > Châtillon-sur-Seine)
- 2017 (VC Pays de Loudéac, una vittoria)

Circuit du Morbihan

#### Altri successi
- 2014 (Juniores)

1ª tappa Boucles de Seine-et-Marne (cronosquadre)
- 2015 (CC Nogent-sur-Oise)

Grand Prix de Saint-Quentin
Grand Prix de Saint-Maximin
Semi-nocturne de Saint-Jean-Brévelay
Mayennais-Montsûrs
Grand Prix de la Braderie de Saint-Quentin
- 2017 (VC Pays de Loudéac)

Grand Prix de Plérin
- 2023 (Team Bricquebec Cotentin)

Grand Prix de Noyal
1ª tappa Boucles de la Charente-Maritime (Pisany > Pisany)
- 2024 (Team Bricquebec Cotentin)

3ª tappa Tour du Pays de Lesneven (Lesneven > Lesneven)

### Pista
- 2014

Campionati francesi, Inseguimento a squadre Junior (con Corentin Ermenault, Florian Maitre e Louis Richard)
Campionati francesi, Americana Junior (con Corentin Ermenault)
Fenioux Piste International, Corsa a punti Junior (Hyères)
Fenioux Piste International, Scratch Junior (Hyères)
Fenioux Piste International, Americana Junior (Hyères, con Alex Morice)
- 2016

Campionati francesi, Inseguimento a squadre (con Benoît Daeninck, Corentin Ermenault e Remi Huens)
- 2017

Campionati europei, Scratch
- 2018

Campionati francesi, Inseguimento a squadre (con Corentin Ermenault, Marc Fournier e Jérémy Lecroq)
Campionati francesi, Americana (con Corentin Ermenault)
- 2019

Belgian Track Meeting, Americana (Gand, con Bryan Coquard)

## Piazzamenti

### Classiche monumento
- Giro delle Fiandre

2019: ritirato
- Parigi-Roubaix

2018: ritirato

### Competizioni mondiali
- Campionati del mondo su pista

Apeldoorn 2018 - Inseguimento a squadre: 11º
Apeldoorn 2018 - Scratch: 11º
Pruszków 2019 - Scratch: 13º

### Competizioni europee
- Campionati europei su pista

Anadia 2014 - Corsa a punti Junior: 15º
Anadia 2014 - Americana Junior: ritirato
Anadia 2017 - Inseguimento a squadre Under-23: 5º
Anadia 2017 - Omnium Under-23: 3º
Berlino 2017 - Scratch: vincitore
Berlino 2017 - Corsa a eliminazione: 6º
Glasgow 2018 - Inseguimento a squadre: 8º
Glasgow 2018 - Scratch: 2º
Glasgow 2018 - Corsa a eliminazione: 6º
Grenchen 2023 - Inseguimento a squadre: 3º